# Masahito Obayashi
Masahito Obayashi (10 juni 1994, Nagano) is een voormalig Japanse langebaanschaatser. 
Obayashi won op 13 november 2021 de massastart bij wereldbekerwedstrijden in het Poolse Tomaszów Mazowiecki

## Records

### Persoonlijke records
| Afstand     | Tijd     | Datum            | Baan           |
| ----------- | -------- | ---------------- | -------------- |
| 500 meter   | 36.87    | 20 februari 2021 | Hachinohe      |
| 1000 meter  | 1.10,90  | 7 maart 2021     | Hachinohe      |
| 1500 meter  | 1.47,07  | 31 december 2021 | Nagano         |
| 3000 meter  | 3.44,36  | 1 februari 2020  | Calgary        |
| 5000 meter  | 6.17,45  | 3 december 2021  | Salt Lake City |
| 10000 meter | 13.26,88 | 19 november 2017 | Stavanger      |

## Resultaten
| Jaar | WK Allround            | WK Junioren              |
| ---- | ---------------------- | ------------------------ |
| 2013 |                        | 17e (49e, 13e, 32e, 18e) |
|      |                        |                          |
| 2022 | NC16 (7e, 19e, 16e, -) |                          |

(#, #, #, #) = afstandspositie op juniorentoernooi (500m, 1500m, 1000m, 5000m) of op allroundtoernooi (500m, 5000m, 1500m, 10000m).